# Bandera de Tamaulipas
El Escudo del Estado de Tamaulipas en modalidad de Bandera consiste en un rectángulo de color blanco con proporción de cuatro a siete entre anchura y longitud y en el centro el Escudo de Tamaulipas.
La bandera fue oficializada con la Ley sobre el Escudo y el Himno de Tamaulipas, ya que, en la ley mencionada anteriormente, se señala que el Escudo de Armas del Estado «puede ser utilizado en modalidad de Bandera» por autoridades del Estado y los Municipios, así como en planteles educativos.

## Historia

### Banderas históricas

Bandera de la República del Rio Grande (1840)
Bandera de Tamaulipas (2002-2024)

## Protocolo
En las festividades cívicas o en las ceremonias oficiales en las que se halle presente la Bandera Nacional deberá contarse con el Escudo de Tamaulipas en su modalidad de bandera para acompañar al lábaro patrio nacional.
En las sedes de los poderes del Estado de Tamaulipas y de los Municipios del mismo se izarán la Bandera Nacional y el Escudo de Tamaulipas en su modalidad de bandera en las fechas que señale el calendario cívico estatal. Cuando la ocasión sea luctuosa, se izarán a media asta.
Todos los planteles educativos del Estado poseerán un Escudo del Estado en su modalidad de bandera, misma que se utilizará en los actos cívicos que se realicen. Se alentará entre los estudiantes el respeto y el culto a dicho símbolo del Estado.